# Roscoe (Rapper)
Roscoe (* 1983 in Philadelphia, Pennsylvania als David Brown; inzwischen David Williams) ist ein US-amerikanischer Rapper und der Bruder von Kurupt.

## Leben
Roscoe war zehn Jahre alt, als er nach Kalifornien flog und dort seinem Bruder Kurupt beim Aufnehmen zusah. Davon inspiriert begann er selbst zu rappen, oft in Zusammenarbeit mit Kurupt. Zum ersten Mal trat er offiziell dann auch auf dessen Album Tha Streetz Iz A Mutha auf. Zu diesem Zeitpunkt war er 15 Jahre alt und erregte die Aufmerksamkeit von Daz Dillinger, der ihm half, 2001 sein erstes Mixtape When The Pain Inflict zusammenzustellen. Dieses wurde in der Szene gut aufgenommen und führte zu einem Vertrag bei Priority Records, wo er 2003 sein Debütalbum Young Roscoe Philaphornia mit der Hilfe von Soopafly und Organized Noize veröffentlichte. 2006 folgte I Luv Cali. 2008 nahm er zusammen mit Kurupt das Album The Frank and Jess Story auf. Es erschien am 11. November 2008 in den Vereinigten Staaten auf dem Label Koch Records. Im darauf folgenden Jahr stellte er in Zusammenarbeit mit der Internetpräsenz DubCNN ein weiteres Album unter dem Namen Philaphornia 2: Tha Philly Fanatic zusammen, das aus bis dahin unveröffentlichten Liedern, die von den Aufnahmen zu seinem Debütalbum stammen, sowie neu aufgenommenen Songs besteht. Dieses stellte er zum kostenfreien Download zur Verfügung.

## Diskografie

### Alben
- 2003: Young Roscoe Philaphornia
- 2006: I Luv Cali
- 2008: Stray Dogg - Off Tha Leash, Off Tha Chain
- 2008: The Frank and Jess Story mit Kurupt

### Singles
- 2002: Head To Toe
- 2003: Smooth Sailin′
- 2007: Roscoe